# Benkovac
Benkovac este un oraș în cantonul Zadar, Croația, având o populație de 11.026 de locuitori (2011).

## Demografie
Componența etnică a orașului Benkovac
     Croați (84,88%)
     Sârbi (13,78%)
     Necunoscut (0,4%)
     Neclasificat (0,7%)
Componența confesională a orașului Benkovac
     Catolici (84,2%)
     Ortodocși (14,35%)
     Necunoscută (0,7%)
     Alte religii (0,75%)
Conform recensământului din 2011, orașul Benkovac avea 11.026 de locuitori. Din punct de vedere etnic, majoritatea locuitorilor (84,88%) erau croați, cu o minoritate de sârbi (13,78%). Apartenența etnică nu este cunoscută în cazul a 0,4% din locuitori. Din punct de vedere confesional, majoritatea locuitorilor (84,2%) erau catolici, cu o minoritate de ortodocși (14,35%). Pentru 0,7% din locuitori nu este cunoscută apartenența confesională.

## Personalități născute aici
- Miloš N. Đurić (1892 - 1967), filolog, istoric sârb.